# Juan Carlos I (L 61)
Juan Carlos I (distintivo ottico L 61; inizialmente classificata come Buque de Proyección Estratégica ossia: nave di proiezione strategica) è una nave da guerra multiruolo dell'Armada Española, ufficialmente classificata come portaelicotteri d'assalto anfibio LHD, ma utilizzabile anche come portaeromobili STOVL, così chiamata in onore dell'ex sovrano Juan Carlos I di Spagna. Risulta essere la nave di maggiore dislocamento che l'Armada Española abbia mai avuto nella sua storia.

## Costruzione
Il progetto è stato commissionato a Navantia il 30 settembre 2003. La costruzione dello scafo è iniziata il 20 maggio 2005 presso i cantieri navali di Ferrol e di Fene, in Galizia. Il varo della nave è avvenuto il 10 marzo 2008 subito dopo le elezioni legislative. Il costo finale della nave ammonta a 462 milioni di euro.
La classe Canberra australiana e la turca TCG Anadolu sono basate sullo stesso progetto della Juan Carlos I.

## Caratteristiche
Impostata basandosi sui LHD della classe Wasp della United States Navy, la Juan Carlos I è stata pensata per operare principalmente come nave d'assalto anfibio oltre a poter operare anche, a seconda della configurazione, come portaeromobili in sostituzione del Principe de Asturias (R11), grazie alla presenza dello trampolino (ski-jump) a 12° che conferisce alla nave delle capacità STOVL.
Il ponte di volo, la cui dimensione è di 216 m × 32 m, è dotato di 2 ascensori e delle seguenti funzionalità:
- 6 punti di atterraggio per Harrier II AV-8B Plus o per elicotteri NH-90;
- 4 punti di atterraggio per elicotteri pesanti CH-47 Chinook;
- 1 punto di atterraggio a poppa sufficientemente grande per accogliere un V-22 Osprey.

La capacità aerea prevista è che può trasportare e operare fino a 30 velivoli tra elicotteri medi e pesanti nella configurazione per operazioni anfibie, o tra 10 e 12 aerei F-35B o AV-8B+, oltre ad un numero simile di elicotteri medi, nel prolilo di missione portaeromobili.
Sfruttando i garage e il bacino allagabile per i veicoli di trasporto anfibio come hangar addizionali, la nave è in grado di operare con un massimo di 30 elicotteri, oppure con un mix di elicotteri e di aerei.
Come nave d'assalto anfibio, la Juan Carlos I può ospitare una forza da sbarco di 900 uomini della Brigada de Infantería de Marina, 46 Leopard 2 e un totale di 1400 uomini di equipaggio. L'hangar e il bacino allagabile coprono un'area di 6000 m² e sono in grado di accogliere quattro LCM-1E o LCM-8 o un LCAC.